# Wilhelmina Strandberg
Maria Wilhelmina Strandberg, född Söhrling 6 november 1845 i Stockholm, död där 16 oktober 1914, svensk operasångerska (sopran), aktiv 1867–1903.

## Biografi
Strandberg var elev vid konservatoriet i Stockholm 1862–65 samt till Fredrika Stenhammar och Isak Berg. Hon debuterade på Kungliga Operan 18 oktober 1867 som Jeanette i Nicolas Isouards Joconde, 12 december som Zerlina i Don Juan och slutligen som Sophie i Nicolas Dalayracs En egendom till salu på Kungliga Dramatiska Teatern 30 januari 1868. Hon blev fast anställd 1868. Hon var populär som subrett och inom komedi och beskrivs som frisk och flärdfri.
Hon gifte sig 1878 med tulluppsyningsmannen Olof Strandberg, son till tenorsångaren Olof Strandberg och skådespelerskan Aurora Strandberg.

## Priser och utmärkelser
- 1892 – Litteris et Artibus
- 1908 – Associé nr 119 vid Kungliga Musikaliska Akademien

## Roller
- Jemmy i Wilhelm Tell
- Petronella i Den svarta dominon
- Pamela i Fra Diavolo
- Micaëla i Carmen
- Häxan i Hans och Greta
- Astrid i Vikingarne
- Henriette och Fru Bertrand i Muraren
- Anna i Muntra fruarna i Windsor
- Magdalena i Mästersångarna i Nürnberg
- Therese i Andorradalen
- Mistress Bentzon i Lakmé
- Mor Renauld i Flickan från Arles
- Cherubino och Marcellina i Figaros bröllop
- Marta i Faust
- Mor Lisa i Värmlänningarna
- Pamina i Trollflöjten
- Anna i Friskytten
- Ifigenia och Artemis i Ifigenia i Aulis
- Urbain i Hugenotterna
- Jenny och Margareta i Vita frun
- Puck och Fatima i Oberon
- Mirza i Lalla-Roukh
- Lucia i På Sicilien
- Markisinnan i Regementets dotter